# Parcie gruntu

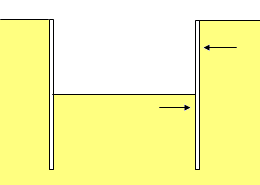
Hydrostatyczne parcie gruntu

Parcie gruntu – obciążenie, które wywiera grunt na mury oporowe, ścianki szczelne i inne obiekty w nim zagłębione.
Parcie gruntu uwzględniane jest w geotechnice i mechanice budowli przy projektowaniu ścian oporowych, schronów podziemnych, piwnic, tuneli i powstaje w wyniku działania naprężeń poziomych wywołanych w gruncie jego ciężarem i obciążeniami występującymi na jego powierzchni.
Do określenia naprężenia poziomego stosuje się współczynnik parcia gruntu K, który jest określany jako stosunek naprężenia poziomego do naprężenia pionowego (K = σh'/σv') przy założeniu, że naprężenie poziome jest w każdym punkcie w gruncie wprost proporcjonalne do naprężenia pionowego. K zależy od parametrów mechanicznych gruntu oraz jego wcześniejszych obciążeń. Współczynnik parcia gruntu może być rozbity na trzy kategorie: spoczynkowy (parcie geostatyczne), aktywny i bierny. Parcie czynne powstaje, gdy ściana oporowa zostanie nieznacznie odsunięta od pierwotnego położenia od gruntu lub od pionu. Gdy zewnętrzna siła przesunie ścianę oporową w kierunku gruntu jest to określane parciem biernym. W pozostałych przypadkach mamy do czynienia z parciem spoczynkowym.

## Parcie spoczynkowe
Poziome parcie spoczynkowe gruntu K0 jest naprężenie poziomym in situ i może być mierzone za pomocą presjometru Menarda. Najczęściej jednak określane jest za pomocą zależności empirycznej na podstawie kąta tarcia wewnętrznego ф.
Dla normalnie skonsolidowanych gruntów jest to:
{\displaystyle K_{0(NC)}=1-\sin \phi '}